# Domenico Zicari
Domenico Zicari (Cosenza, 11 dicembre 1690 – Reggio Calabria, 23 ottobre 1760) è stato un arcivescovo cattolico italiano.

## Biografia
Nacque a Cosenza l'11 dicembre 1690, da Tommaso e Diana De Bono. La sua educazione e istruzione fu affidata ai gesuiti; successivamente studiò filosofia e teologia, tentando di entrare nell'ordine certosino presso la Certosa di Santo Stefano vicino a Vibo Valentia. Coltivava anche la passione per la letteratura e per la poesia, scrivendo anche versi propri.
Viene ordinato sacerdote il 22 dicembre 1714, e nominato canonico della cattedrale di Cosenza. Fu consacrato vescovo di Crotone il 25 luglio 1753 dal cardinale Ferdinando Maria de' Rossi, all'epoca patriarca, dopo la nomina di Pio VI, ricevuta due giorni prima.
Il 3 gennaio 1757 viene promosso arcivescovo metropolita di Reggio Calabria da Benedetto XIV, su proposta di Carlo III di Spagna e re di Napoli. Alla sua morte, il 23 ottobre 1760, donò tutti i suoi beni alla chiesa.

## Genealogia episcopale e successione apostolica
La genealogia episcopale è:
- Cardinale Scipione Rebiba
- Cardinale Giulio Antonio Santori
- Cardinale Girolamo Bernerio, O.P.
- Arcivescovo Galeazzo Sanvitale
- Cardinale Ludovico Ludovisi
- Cardinale Luigi Caetani
- Cardinale Ulderico Carpegna
- Cardinale Paluzzo Paluzzi Altieri degli Albertoni
- Cardinale Flavio Chigi
- Papa Clemente XII
- Cardinale Giovanni Antonio Guadagni, O.C.D.
- Cardinale Ferdinando Maria de' Rossi
- Arcivescovo Domenico Zicari

La successione apostolica è:
- Vescovo Bartolomé Rull, O.S.Io.Hieros. (1758)